# Escolas de lata
"Escolas de lata", "salas de lata" ou "escolas de latinha" (oficialmente "salas emergenciais", "salas modulares") é a denominação popular dada às escolas públicas instaladas em contêineres metálicos ou construídas em aço galvanizado, com cobertura de telhas de amianto, instaladas inicialmente nas rede municipal de ensino de São Paulo (gestão do prefeito Celso Pitta, 1997–2000) e depois, também na rede estadual.

## Na rede municipal de ensino de São Paulo
Inicialmente, as escolas foram instaladas em contêineres metálicos de zinco ou folha-de-flandres, alegadamente em caráter emergencial, para atender à demanda. Ao todo foram construídas 54 "escolas de lata", durante a administração de Celso Pitta, e nenhuma delas foi substituída até o final da gestão, o que gerou controvérsias quanto ao caráter emergencial da solução.
As principais reclamações de professores e pais de alunos referiam-se à falta de conforto térmico e de isolamento acústico. Por serem de metal e desprovidas de isolamento térmico, as salas de aula eram muito frias no inverno e muito quentes no verão. Além disso, a estrutura metálica potencializa o ruído dos ventos e das chuvas, o que dificultava a comunicação entre alunos e professores, prejudicando o processo de ensino-aprendizagem.
A substituição das "escolas de latinha" por escolas de alvenaria começou na gestão de Marta Suplicy, entre 2001 e 2004, quando a prefeitura iniciou a construção de Centros Educacionais Unificados e foram eliminadas 10 "escolas de lata". A gestão seguinte, inicialmente encabeçada por José Serra, e depois por Gilberto Kassab, acabou com as últimas 44 "escolas de latinha" da rede municipal.

## Na rede estadual de ensino de São Paulo
Escolas similares, com o sofisticado nome de escolas padrão Nakamura foram construídas, entre 1998 e 2002, na rede estadual de ensino público.
Essa versão, logo batizada de "escola de lata reforçada" ou "escola de latão", foi adotada em vários municípios do Estado, entre 1998 e 2002, para substituir as "escolas de latinha" – os contêineres –, instaladas entre 1978 e 1996. A Secretaria Estadual de Educação chamou-as de salas ‘padrão Nakamura’ - em referência ao nome do fabricante. Mas os problemas permaneceram. A temperatura no telhado de zinco dessas escolas chegava a 60°C, conforme medições realizadas em Ribeirão Preto, por técnicos da USP de São Carlos. A medição foi realizada em 2005, pelo especialista em arquitetura bioambiental da USP Francisco Vecchia, e significa que o padrão Nakamura não é adequado para escolas. O forro de PVC não é um bom isolante térmico, e a altura das salas (menor que 3 m) dificulta a circulação de ar.
Essas "escolas de lata" foram construídas com estruturas metálicas pré-moldadas durante a gestão do governador Mário Covas, em 1998. Em 2003, o então governador Geraldo Alckmin prometeu que todas seriam substituídas até julho daquele ano. No entanto, a promessa não foi cumprida. 

 Entre 1998 e 2002, 150 escolas no padrão Nakamura foram construídas em todo o Estado para substituir as escolas de latinha – os contêineres –, instaladas entre 1978 e 1996. O ex-governador Geraldo Alckmin havia prometido que todas as salas de lata seriam substituídas até julho de 2003, mas deixou o cargo quando ainda funcionavam 76 unidades “provisórias”.
Em janeiro de 2008, ainda existiam 36 "salas de lata" na rede estadual de ensino do Estado de São Paulo.

## Custo da reforma
Em 2007, a pedido da Promotoria da Infância e Juventude, uma comissão de professores da USP e técnicos do Estado avaliou a reforma de sete escolas estaduais "de lata" padrão Nakamura (estruturas metálicas, telhado de zinco e paredes de compensado e madeira, com painéis de chapa de aço e madeira no meio) de Ribeirão Preto, construídas em 2002 e reformadas em 2006, e concluiu que a obra minimizou o ruído e o calor das salas. Na adaptação, paredes de compensado foram trocadas por tijolos e o teto recebeu isolamento. Segundo a ONG Ação Educativa, que acompanhou reformas de escolas na capital, com as adaptações, a "escola de lata" ficou de 40% a 50% mais cara do que uma escola de alvenaria normal. Já a Secretaria de Estado de Educação informou que, mesmo com a adaptação, a escola Nakamura ainda é a mais barata. O órgão não informou o gasto total com construção e reforma. As adaptações nas sete escolas custaram R$ 2,5 milhões.
No final de 2011, persistiam pelo menos cinco dessas escolas. Estavam disfarçadas sob uma casca de concreto. Em nota oficial, a Secretaria de Educação do Estado reafirmou que as "salas de lata" foram eliminadas em 2004 e que "a mídia voltou a utilizar o termo 'de lata' para as salas/prédios Nakamura, estigmatizando, indevidamente, esse tipo de construção".
Em janeiro de 2012, a Justiça decidiu suspender o início das aulas na Escola Estadual Fazenda do Carmo III, em Guaianases (zona leste de São Paulo), após uma ação, movida pelo Ministério Público, que obriga a Secretaria do Estado da Educação a realizar uma reforma no local. A ação é resultado de um inquérito civil instaurado para apurar problemas nas escolas estaduais construídas no "padrão Nakamura". No inquérito, há um laudo do Corpo de Bombeiros que aponta problemas de segurança no prédio da Escola Fazenda do Carmo. Não chegando a ser usada em outros Estados brasileiros. A escola pode ser interditada, caso os problemas continuem.

## Impacto das "escolas de lata" sobre o ensino-aprendizagem
Os resultados do ENEM (Exame Nacional do Ensino Médio) de 2006, divulgados em 7 de fevereiro de 2007 pelo INEP, órgão vinculado ao MEC, mostraram que o aproveitamento dos estudantes das "escolas de lata" (padrão Nakamura) foi significativamente inferior à média da rede estadual de ensino.